# Hubert Marischka
Hubert Marischka (ur. 27 sierpnia 1882 w Brunn am Gebirge, zm. 4 grudnia 1959 w Wiedniu) – austriacki aktor, śpiewak (tenor) i reżyser, wydawca muzyczny, od 1923 roku dyrektor Theater an der Wien.

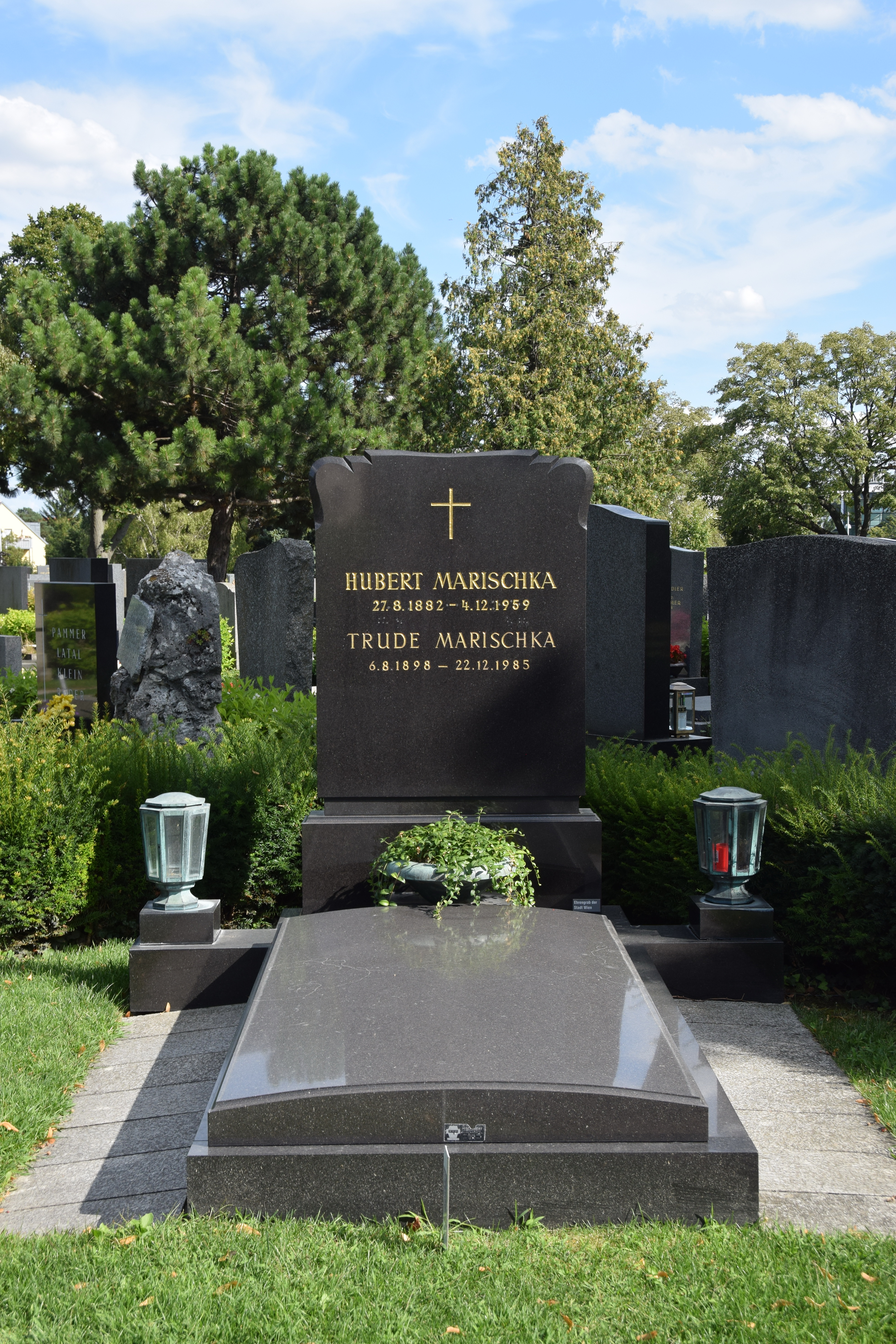
Grobowiec na cmentarzu Hietzinger w Wiedniu

Hubert Marischka urodził się w 1882 roku w rodzinie wiedeńskich snycerzy i pozłotników. Karierę artystyczną rozpoczął na prowincji w 1904 roku w teatrze muzycznym w St. Pölten. Występował potem w Brnie skąd Victor Léon ściągnął go na festiwal operetkowy do Mannheimu. Wystąpił tak dobrze, że natychmiast zaangażowano go do Theater an der Wien, obsadzając we wznowieniu Wiedeńskiej krwi. Współdyrektor teatru Wallner nie był z niego zadowolony, i chociaż główny dyrektor teatru Wilhelm Karczag oponował (Moja połowa Marischki jest bardzo utalentowana! - twierdził), aktora zwolniono jeszcze w tym samym sezonie. Marischka przeszedł wtedy do Carl-Theater. Po sukcesie Rozwódki Leo Falla oraz epizodzie Kajetana w Cygańskiej miłości Lehára zyskał sobie ogromną sympatię publiczności oraz Lizzy, młodziutkiej córki Victora Léona, z którą wkrótce się ożenił. Po sukcesie scenicznym został ponownie zaangażowany w Theater an der Wien stając się gwiazdą tej sceny. Po przedwczesnej śmierci Lizzy, jesienią 1918 roku, ożenił się z Lilian, córką Karczaga, swego szefa. Teść wprowadził go w arkana zarządzania teatrem, powierzając mu funkcję współdyrektora. Po jego śmierci w 1923 roku objął dyrekcję teatru, odnosząc w tej roli szereg sukcesów: premiery Hrabiny Maricy i Księżniczki cyrkówki Kálmána. Został pochowany na wiedeńskim cmentarzu Hietzinger.